# المالكوها الخضراء
المالكوها الخضراء أو الصافر الأصفر المنقار (Ceuthmochares australis) هو نوع من الوقواق ينتمي إلى عائلة Cuculidae. كان هذا النوع والملكوها الأزرق يُعتبران سابقاً نوعاً واحداً ويُعرفان معاً بالصافر الأصفر المنقار.
له ذيل وأجنحة وظهر أخضر.
يتمتع بتوزيع واسع على طول ساحل شرق إفريقيا من كينيا إلى جنوب إفريقيا. يمتد نطاقه من الغابات الكثيفة إلى الغابات النهرية وحواف الغابات. يعيش عادةً في الغابة في الطبقة الفرعية على ارتفاع يتراوح بين 8 و30 متراً.
يتغذى المالكوها الخضراء أساساً على الحشرات، لا سيما اليرقات والخنافس والجنادب والجداجد؛ كما يتناول الضفادع والرخويات والفواكه والبذور والأوراق. يتحرك عبر النباتات المتشابكة بسلسلة من القفزات الصغيرة، ملتقطاً الفريسة أثناء تنقله. يرافق الطيور الأخرى والسناجب، ملتقطاً الحشرات التي تُحركها هذه الكائنات.
على عكس بعض أنواع الوقواق الأخرى، لا يعد المالكوها الخضراء طفيل الحضانة، بل يعتني بصغاره بنفسه.

## التزاوج
تم ملاحظة سلوك التزاوج؛ حيث يواجه الذكر والأنثى بعضهما، ويهزان ذيليهما من جانب إلى آخر، ثم يفردانهما. كما يقوم الذكر بإهداء الأنثى، حيث يقدم لها الفريسة، ثم يعتليها ويطعمها بينما هو معتلٍ عليها. تُوضع بيضتان بيضاويتان وكريميتان في عش يتكون من كتلة خشنة من العصي معلقة على ارتفاع يتراوح بين 2 و5 أمتار فوق الأرض. يعتني كلا الوالدين بالصغار.
المالكوها الخضراء هو نوع غير شائع ونادراً ما يُشاهد بسبب سلوكه الخفي. ومع ذلك، فهو لا يُعتبر مهدداً، وهو مدرج كنوع أَقَلُّ قَلَقٍ وفقاً لـالاتحاد الدولي لحفظ الطبيعة (IUCN).

## روابط خارجية
- الصافر الأصفر المنقار - نص النوع في أطلس الطيور في جنوب إفريقيا.